# Eunidia adlbaueri
Eunidia adlbaueri es una especie de escarabajo longicornio del género Eunidia, categorizada en la tribu Eunidiini, de la subfamilia Lamiinae. Fue descrita por Teocchi, Sudre & Jiroux en 2010.

## Descripción
Mide 11 mm de longitud.

## Distribución
Se distribuye por Etiopía.